# Frank Strazzeri
Frank Strazzeri, né le 24 avril 1930 à Rochester dans l'État de New York et mort dans la même ville le 9 mai 2014 (à 84 ans), est un pianiste de jazz américain. Au cours d'une carrière de plus de soixante ans, il est l'auteur d'une vingtaine d'albums en tant que leader.

## Biographie
Il s'initie au saxophone ténor et à la clarinette à 12 ans, mais se tourne vers le piano peu de temps après. Il suit une formation et sort de l'École de musique Eastman, puis exerce ses talents de pianiste dans un nightclub de Rochester dès 1952. Il y accompagne des musiciens renommés, comme Roy Eldridge et Billie Holiday. Frank déménage à la Nouvelle-Orléans en 1954 et joue du jazz traditionnel avec Sharkey Bonano et Al Hirt, bien que son répertoire de prédilection soit le bebop.
Il se lance ensuite sur les routes aux côtés de Charlie Ventura puis de Woody Herman. Ce dernier lui suggère de poursuivre sa carrière en Californie. Suivant ce conseil, Frank s'installe à Los Angeles en 1960. Au gré de ses interventions dans des studios d'enregistrement et de télévision, il y rencontre notamment Bill Perkins, Art Pepper et Terry Gibbs. En 1988, le cinéaste Bruce Weber fait appel à Strazzeri pour participer à son documentaire Let’s Get Lost, basé sur la vie du trompettiste de jazz Chet Baker.
Frank Strazzeri joue également pour Joe Williams, Maynard Ferguson et Elvis Presley. Il se lie d'amitié avec ce dernier après l'avoir rencontré à plusieurs reprises au début des années 1970.
L'une de ses collaborations les plus abouties est avec le saxophoniste et flûtiste Bill Perkins.
Frank Strazzeri retourne dans sa ville natale de Rochester après le décès de sa femme, Jo Ann. Il y décède le 9 mai 2014, âgé de 84 ans.

## Discographie comme leader

### Label Revelation Records
- 1969 : That's Him and This Is New
- 1973 : Taurus

### Label Creative World
- 1973 : View from Within, avec Don Menza

### Label Glendale Records
- 1975 : Frames, avec Don Menza

### Label Catalyst Records
- 1975 : After The Rain, avec Sam Most et Bobby Shew
- 1977 : Straz

### Label Sea Breeze Records
- 1981 : Relaxin

### Label Discovery Records
- 1985 : Kat Dancin
- 1990 : The Very Thought of You
- 1993 : Moon and Sand

### Label Fresh Sound
- 1987 : Make Me Rainbows
- 1989 : I Remember You
- 1989 : Little Giant
- 1994 : Somebody Loves Me
- 1997 : Nobody Else But Me
- 2004 : Funk and Esoteric

### Label Jazz Mark
- 1992 : Wood Winds West
- 2002 : Live in Sorgues France

### Label Night Life Records
- 1992 : Frank's Blues